# Karen Ann Quinlan
Karen Ann Quinlan, född 19 mars 1954, död 11 juni 1985 var en amerikansk kvinna, mycket omskriven i debatten om dödshjälp. 
I april 1975 påbörjade Quinlan en bantningskur. Den 15 april gick hon på fest hemma hos några goda vänner. Hon hade då endast ätit ett par brödskivor under de senaste två dygnen. Efter att ha druckit alkohol i kombination med valium kände hon sig yr och gick för att vila en stund. Hon återfanns senare medvetslös och hade upphört att andas. Quinlan hade fått obotliga hjärnskador på grund av detta och placerades i en respirator på sjukhuset dit hon hade förts. Hennes föräldrar ville stänga av respiratorn men sjukhusledningen vägrade.
År 1976 tog hennes familj fallet till Högsta domstolen i delstaten New Jersey, som stödde familjens beslut. Respiratorn stängdes av men Quinlan överraskade alla genom att andas på egen hand, och fortsatte att leva i ett vegetativt tillstånd i ytterligare nio år, innan hon avled av lunginflammation den 11 juni 1985.